# Дуналиелла
Дуналие́лла, или дюналие́лла (лат. Dunaliella) — род зелёных водорослей семейства Dunaliellaceae.

## Название
Род назван в честь французского ботаника Мишеля Феликса Дюналя.

## Ботаническое описание

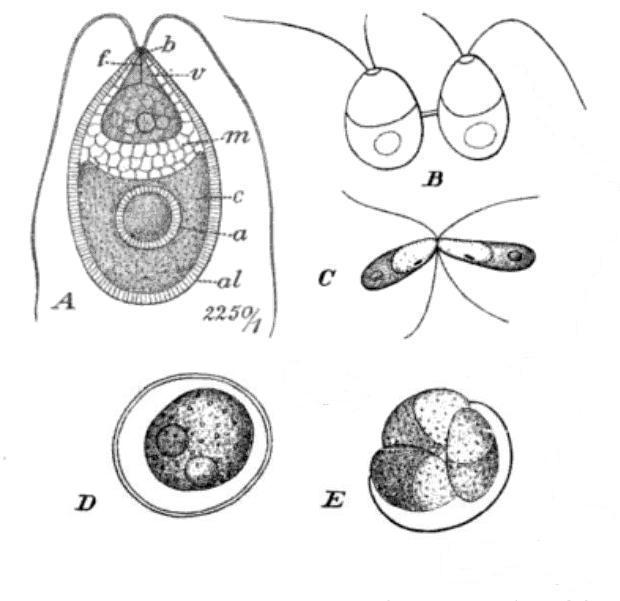
A: Вегетативная клетка, B: Зооспоры в клеточном делении, C: Спаривающиеся гаметы, D: Зрелая зигоспора, E: Прорастание зигоспоры

Подвижные одноклеточные зеленые водоросли размером 8—11 мкм, широко распространенные в морской воде. Представители рода имеют различную форму клеток — от стержневидной до яйцевидной.
Водоросли этого рода относительно легко культивировать — они не образуют цепей или комочков.
Новый вид Dunaliella был обнаружен в пустыне Атакама в 2010 году. Считается, что водоросли выживают благодаря конденсации водяного пара на паутине.

## Список видов
Род Дуналиелла включает 23 вида:
- Dunaliella acidophila (Kalina) Massyuk
- Dunaliella assymetica Massyuk
- Dunaliella baasbeckingii Massyuk
- Dunaliella bioculata Bucher
- Dunaliella carpatica Masyuk
- Dunaliella gracilis Massyuk
- Dunaliella granulata Massyuk
- Dunaliella lateralis Pascher & Jahoda
- Dunaliella maritima Massyuk
- Dunaliella media W.Lerche
- Dunaliella minuta W.Lerche
- Dunaliella parva W.Lerche
- Dunaliella peircei M.F.E.Nicolai & Baas-Beck.
- Dunaliella polymorpha Butcher
- Dunaliella primolecta Butcher
- Dunaliella pseudosalina Massyuk & Radcz.
- Dunaliella quartolecta Butcher
- Dunaliella ruineniana Massyuk
- Dunaliella salina (Dunal) Teodor. — Дуналиелла солоноводнаяtypus
- Dunaliella terricola Massyuk
- Dunaliella tertiolecta Butcher
- Dunaliella turcomanica Massyuk
- Dunaliella viridis Teodor. — Дуналиелла зелёная